# HDR10+
HDR10+，也稱為HDR10 Plus是一項高動態範圍(HDR)視頻技術，在HDR10（僅支持靜態元數據(Static Metadata)）的基礎上將動態元數據(Dynamic Metadata)添加到HDR10源文件。HDR10+可根據內容創作者的想法調整和優化HDR視頻的每一幀，以適應消費者顯示器的功能。
HDR10+ 是杜比視界(Dolby Vision)的替代，它也使用動態元數據。HDR10+ 是動態元數據HDR的默認方案，成為HDMI 2.1標準的一部分。
HDR10+ Adaptive 是一項更新，旨在根據環境光源優化 HDR10+ 內容。
HDR10+ Gaming 是一項針對遊戲優化的HDR標準，以低延遲（Low Latency）、可變更新率（VRR）及高畫面更新率，提供精準的HDR遊戲畫面。

## 簡介
HDR10+ 由三星和Amazon Video於2017年4月20日發布。HDR10+ 通過在HDR10添加了動態元數據更新，這些元數據可用於在逐個場景或逐幀的基礎上更準確地將亮度級別調整到PQ代碼值的全範圍（10,000 尼特最大亮度）。該技術在SMPTE ST 2094-40中標準化和定義。HDR10+ 是一個開放標準並且免版稅；它得到越來越多的後期製作軟件和工具的支持。針對 HDR10+ 設備製造商的認證和徽標計劃可對某些採用者類別收取年度管理費，並且無需按單位使用費。授權測試中心對HDR10+設備進行認證測試。
2017年8月28日，三星、松下和20世紀福克斯創建了HDR10+ Technologies LLC，以推廣 HDR10+ 標準。
Amazon Video於2017年12月13日開始提供HDR10+視頻。
2018年1月5日，華納兄弟宣布支持HDR10+標準。
2018年1月6日，松下宣布推出支持HDR10+的超高清藍光播放器。
2019年4月4日，環球影業家庭娛樂公司宣布與三星電子進行技術合作，推出採用 HDR10+ 技術的新遊戲，認為擁有杜比視界相對於 HDR10 的大部分優勢，並且免版稅。
HDR10+ 逐個場景甚至逐幀地表示動態範圍和場景特徵。然後，顯示設備使用動態元數據通過動態色調映射過程來應用適當的色調圖。動態色調映射與靜態色調映射的不同之處在於，動態色調映射在不同場景中應用不同的色調曲線，而不是對整個視頻使用單一色調曲線。
HDR10+ 和杜比視界使用不相同的動態元數據。

## 技術細節

### HDR10+ 內容配置文件
- EOTF：SMPTE ST 2084（PQ）
- 色度子採樣：4:2:0（對於壓縮視頻源）、4:2:2或4:4:4
- 分辨率：無限制（2K/4K/8K等[24]）
- 位深度：每個顏色通道 10bit或更多（最多16bit）
- 原色：ITU-R BT.2020
- 最大線性化像素值：每種顏色 R/G/B（內容） 10,000 cd/m2（亮度）
- 元數據（必填）：掌握顯示顏色體積元數據[25]
- 元數據（可選）：MaxCLL、MaxFALL [26]

HDR10+技術可支持全系列HDR標準至10,000 cd/m2、8K和BT.2020色域。由於與分辨率無關，元數據只需創建一次，並且可以應用於任何目標分辨率。
HDR10+通過 WebM兼容視頻編碼技術 HEVC、AV1、VP9以及任何支持 ITU-T T.35 元數據的編解碼器。

### 工作流程和生態系統

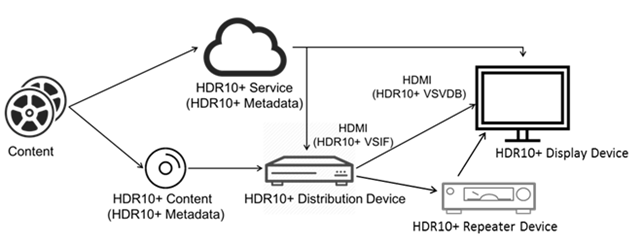
HDR10+分發生態系統

HDR10+ 在現有後期製作和分發工作流程中利用 HDR10 主文件。
HDR10+ 生態系統在當前系統中的使用如下：
在JSON文件中存儲 HDR10+ 元數據
將 HDR10+ 元數據嵌入到 HDR10 編碼內容中
通過數字流分發（例如使用 HDR10+ SEI進行流式傳輸）
在支持的顯示器（例如帶有 HDR10+ VSIF 的HDMI接口）和移動設備上顯示 HDR10+ 內容。

### 元數據生成

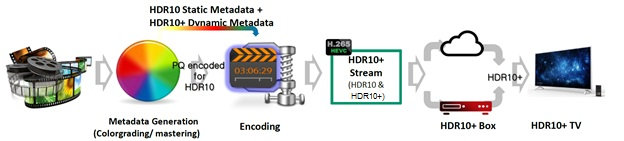
HDR10+ 元數據工作流程

對於離線和隨選視訊 ( VOD )（例如超高清藍光、OTT、多頻道視頻節目分發器 ( MVPD )），可以在發布期間創建 HDR10+ 元數據-通過 HDR10+ 內容生成工具分兩步進行 分發後端轉碼/編碼期間，
識別場景切換，以及對每個場景或幀執行圖像分析以獲取統計數據HDR10+元數據通過低複雜度的JSON結構文本文件進行交換，然後被解析並註入到視頻文件中。

### 實時編碼

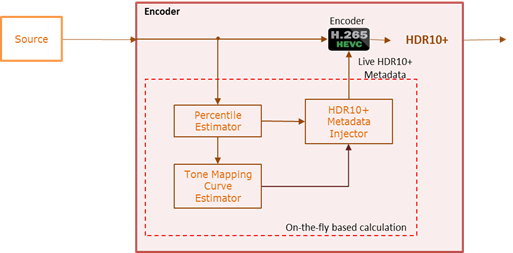
HDR10+ 實時編碼器工作流程

通過在每一幀中提供 HDR10+ 元數據，可以實現實時用例。HEVC編碼器在實時內容中生成並註入元數據，手機錄製視頻並在錄製過程中實時創建 HDR10+ 元數據。實時編碼器工作流程圖中詳細介紹了實時編碼，並且在傳輸點支持實時廣播操作，從而實現無元數據廣播操作。

### 兼容性

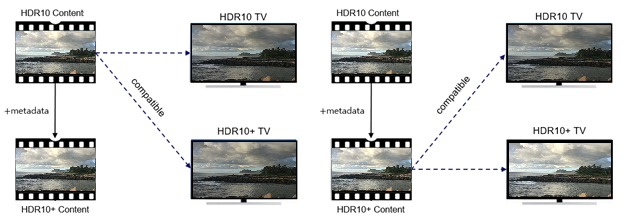
HDR10+ 向後兼容性

HDR10+ 元數據遵循 ITU-T T.35，並且可以與其他 HDR 元數據共存，例如 HDR10 靜態元數據，使 HDR10+ 內容向後兼容非 HDR10+ 電視。不支持該格式的設備會忽略 HDR10+ 元數據，並且視頻會以 HDR10 播放。

## 認證管理
HDR10+ Technologies, LLC 負責管理採用 HDR10+ 的產品的許可和認證計劃。HDR10+ Technologies, LLC 提供技術規格、測試規格和認證徽標。

### 創始會員
- 20世紀福克斯
- 松下公司
- 三星電子

### 授權認證中心
產品認證是通過授權測試中心完成的，以下為HDR10+授權測試中心列表：
- 百佳泰（日本）
- 深圳百佳泰（中國）
- 台北百佳泰（台灣）
- BluFocus （页面存档备份，存于）（美國）
- Kwangsung （页面存档备份，存于）（韓國）
- SGS-CSTC 標準技術服務有限公司 – 中國
- 深圳市CESI信息技術有限公司 （页面存档备份，存于）（中國）
- TIRT（中國）
- TTA （页面存档备份，存于）（韓國）

### HDR10+認證產品
認證產品類別包括：
- 超高清顯示屏
- 超高清電視
- 超高清藍光光碟播放器
- 系統單晶片 (SoC)
- 機上盒
- 視頻音頻接收器
- 串流媒體應用程序
- 移動設備
- 機上娛樂系統

## 外部連結
- HDR10+官方網站 （页面存档备份，存于）